# Zamołodycze
Zamołodycze – wieś w Polsce położona w województwie lubelskim, w powiecie włodawskim, w gminie Stary Brus.
| SIMC    | Nazwa  | Rodzaj    |
| ------- | ------ | --------- |
| 0108750 | Pieńki | część wsi |

Wieś ekonomii brzeskiej w drugiej połowie XVII wieku. W latach 1975–1998 miejscowość administracyjnie należała do województwa chełmskiego.
Wieś jest sołectwem w gminie Stary Brus. Według Narodowego Spisu Powszechnego z roku 2011 wieś liczyła 125 mieszkańców.
Wierni Kościoła rzymskokatolickiego należą do parafii św. Mikołaja w Lubieniu.